# Ryszard Kubiak
Ryszard Kubiak (22 de marzo de 1950-6 de febrero de 2022) fue un deportista polaco que compitió en remo como timonel.
Participó en tres Juegos Olímpicos de Verano entre los años 1972 y 1980, obteniendo una medalla de bronce en Moscú 1980 en la prueba de cuatro con timonel. Ganó dos medallas en el Campeonato Mundial de Remo, plata en 1975 y bronce en 1978.

## Palmarés internacional
| Juegos Olímpicos   | Juegos Olímpicos          | Juegos Olímpicos  | Juegos Olímpicos   |
| Año                | Lugar                     | Medalla           | Prueba             |
| ------------------ | ------------------------- | ----------------- | ------------------ |
| 1980               | Moscú (URSS)              | Medalla de bronce | Cuatro con timonel |
| Campeonato Mundial |                           |                   |                    |
| Año                | Lugar                     | Medalla           | Prueba             |
| 1975               | Nottingham (Reino Unido)  | Medalla de plata  | Dos con timonel    |
| 1978               | Cambridge (Nueva Zelanda) | Medalla de bronce | Dos con timonel    |